# Курчатовская школа
ГБОУ «Курчатовская школа» — государственное образовательное учреждение, объединяющее отделения с различными возрастами и профилями обучения. Расположено в Северо-Западном административном округе Москвы.

## История
Школа сформирована в 2012—2015 годах путём слияния и присоединения школ и других образовательных учреждений Северо-Западного округа, в основном районов Щукино и Хорошёво-Мнёвники; до 2015 года носила номер 2077.
В качестве физико-математического отделения в сформированный таким образом образовательный комплекс вошла школа № 1189 имени И. В. Курчатова. Эта школа была создана Михаилом Викторовичем Галицким в 1991 году на основе Центра компьютерного обучения для школьников при Курчатовском институте. В школе 1189 имелись классы с углублённым изучением физики и математики. Они сохранились и в объединённой школе.
Директор школы с конца 2019 года — Пушина Маргарита Алексеевна.

## Адреса школы
Сегодня ГБОУ «Курчатовская школа» располагается в 22 зданиях:
- г. Москва, ул. Маршала Конева, дом 10, корпус «Факультет»
- г. Москва, ул. Маршала Конева, дом 11, корпус «Вектор»
- г. Москва, ул. Маршала Бирюзова, дом 6, корпус «Маршал»
- г. Москва, ул. Берзарина, дом 24, корпус «Спектр»
- г. Москва, ул. 1-й Пехотный переулок, дом 4, корпус «5 элемент»
- г. Москва, ул. Маршала Соколовского, дом 8, дошкольное отделение «Росток»
- г. Москва, ул. Расплетина, д. 7, дошкольное отделение «Одуванчик»
- г. Москва, ул. Расплетина, д. 34, дошкольное отделение «Незабудка»
- г. Москва, ул. Маршала Соколовского, дом 13, дошкольное отделение «Василек»
- г. Москва, ул. Авиационная, дом 23, дошкольное отделение «Колокольчик»
- г. Москва, ул. Щукинская, дом 16/18, дошкольное отделение «Ромашка»
- г. Москва, ул. Тепличный переулок, дом 5, корпус 1, дошкольное отделение «Винни-Пух»
- г. Москва, ул. Маршала Бирюзова, д. 4, корпус 2, дошкольное отделение «Тигренок»
- г. Москва, ул. Берзарина, дом 6, корпус 2, дошкольное отделение «Маргаритка»
- г. Москва, ул. Народного Ополчения, дом 42, корпус 2, дошкольное отделение «Совенок»
- г. Москва, ул. Паршина, дом 39, корпус центр «Меридиан»
- г. Москва, ул. Паршина, дом 39 стр. 2, корпус центр «Меридиан»
- г. Москва, ул. Паршина, дом 39, стр. 3, корпус центр «Меридиан»
- г. Москва, ул. Паршина, дом 39, стр. 4, корпус центр «Меридиан»
- г. Москва, ул. Маршала Василевского, д. 9, корпус 1, физико-математический корпус
- г. Москва, ул. Маршала Василевского, д. 9, корпус 1, строение 1, корпус «ФОК»
- г. Москва, ул. Маршала Василевского, д. 7, корпус 1, Многофункциональный центр

## Достижения
В рейтинге лучших школ столицы 2006 года, составленном газетой «Известия» по результатам сопоставления рейтингов по естественно-математическому и гуманитарному циклам, школа № 1189 им. Игоря Васильевича Курчатова заняла 5 место.
В ноябре 2011 года школа 1189 вошла в официальный рейтинг лучших школ Москвы, заняв в нём 16 место, и получила от столичный властей грант 25 миллионов рублей.
ГБОУ Курчатовская школа стала лауреатом Гранта Мэра Москвы в сфере образования по итогам 2016—2017 учебного года и награждена Дипломом 1-й степени за достижение высоких результатов образовательной деятельности.
В 2004 году в школе был организован шахматный клуб под руководством Вячеслава Владимировича Борисова. Под его руководством шахматная команда Курчатовской школы не раз становилась победителем и призёром Москвы. Главное достижение клуба: победа в 2020 году на всероссийском шахматном турнире «Белая ладья».
В 2019 было заключено партнерство с ГАОУ ДПО ЦПМ и Школой ЦПМ, которые помогают в олимпиадной подготовке экологических классов Курчатовской школы